# Matthew Francis Ustrzycki
Matthew Francis Ustrzycki (* 25. März 1932 in Saint Catharines) ist  emeritierter Weihbischof in Hamilton.

## Leben
Matthew Francis Ustrzycki empfing am 30. Mai 1959 die Priesterweihe für das Bistum Hamilton.
Papst Johannes Paul II. ernannte ihn am 10. Mai 1985 zum Titularbischof von Nationa und Weihbischof in Hamilton. Der Bischof von Hamilton, Anthony Frederick Tonnos, spendete ihm am 3. Juli desselben Jahres die Bischofsweihe; Mitkonsekratoren waren Joseph Lawrence Wilhelm, Alterzbischof von Kingston, und John Michael Sherlock, Bischof von London.
Am 1. Juni 2007 nahm Papst Benedikt XVI. seinen altersbedingten Rücktritt an.